# Diócesis de Goma
La diócesis de Goma (en latín: Dioecesis Gomaënsis y en francés: Diocèse de Goma) es una circunscripción eclesiástica de la Iglesia católica en la República Democrática del Congo. Se trata de una diócesis latina, sufragánea de la arquidiócesis de Bukavu. Desde el 23 de abril de 2019 su obispo es Willy Ngumbi Ngengele, de los Misioneros de África.

## Territorio y organización
La diócesis tiene 25 000 km² y extiende su jurisdicción sobre los fieles católicos de rito latino residentes en la ciudad de Goma y los territorios de Masisi y Rutshuru y parte del de Walikame en la provincia de Kivu del Norte, y parte del territorio de Kalehe en la provincia de Kivu del Sur.
La sede de la diócesis se encuentra en la ciudad de Goma, en donde se halla la Catedral de San José.
En 2021 en la diócesis existían 32 parroquias.

## Historia
El vicariato apostólico de Goma fue erigido el 30 de junio de 1959 con la bula Qui hominum del papa Juan XXIII, obteniendo el territorio del vicariato apostólico de Bukavu (hoy arquidiócesis).
El 10 de noviembre de 1959 el vicariato apostólico fue elevado a diócesis con la bula Cum parvulum por el papa Juan XXIII.

## Estadísticas
Según el Anuario Pontificio 2022 la diócesis tenía a fines de 2021 un total de 572 519 fieles bautizados.
| Año                                                                             | Población            | Población | Población      | Sacerdotes | Sacerdotes    | Sacerdotes    | Bautizados por sacerdote | Diáconos permanentes | Religiosos | Religiosos | Parroquias |
| Año                                                                             | Bautizados católicos | Total     | % de católicos | Total      | Clero secular | Clero regular | Bautizados por sacerdote | Diáconos permanentes | Varones    | Mujeres    | Parroquias |
| ------------------------------------------------------------------------------- | -------------------- | --------- | -------------- | ---------- | ------------- | ------------- | ------------------------ | -------------------- | ---------- | ---------- | ---------- |
| 1969                                                                            | 216 364              | 832 893   | 26.0           | 64         | 18            | 46            | 3380                     |                      | 77         | 63         | 13         |
| 1980                                                                            | 313 862              | 1 164 022 | 27.0           | 59         | 14            | 45            | 5319                     |                      | 73         | 83         | 14         |
| 1990                                                                            | 581 758              | 1 545 855 | 37.6           | 91         | 42            | 49            | 6392                     |                      | 80         | 154        | 16         |
| 1997                                                                            | 639 345              | 1 634 494 | 39.1           | 88         | 54            | 34            | 7265                     |                      | 85         | 148        | 18         |
| 2002                                                                            | 676 574              | 1 944 572 | 34.8           | 78         | 45            | 33            | 8674                     |                      | 89         | 156        | 21         |
| 2004                                                                            | 795 210              | 2 039 000 | 39.0           | 101        | 58            | 43            | 7873                     |                      | 90         | 203        | 23         |
| 2006                                                                            | 795 210              | 2 039 000 | 39.0           | 105        | 62            | 43            | 7573                     |                      | 90         | 203        | 23         |
| 2013                                                                            | 875 000              | 2 211 000 | 39.6           | 138        | 79            | 59            | 6340                     |                      | 128        | 257        | 26         |
| 2016                                                                            | 567 648              | 1 443 000 | 39.3           | 141        | 92            | 49            | 4025                     |                      | 145        | 252        | 28         |
| 2019                                                                            | 650 184              | 1 460 510 | 44.5           | 161        | 99            | 62            | 4038                     |                      | 154        | 292        | 28         |
| 2021                                                                            | 572 519              | 1 499 337 | 38.2           | 183        | 119           | 64            | 3128                     |                      | 155        | 304        | 32         |
| Fuente: Catholic-Hierarchy, que a su vez toma los datos del Anuario Pontificio. |                      |           |                |            |               |               |                          |                      |            |            |            |

## Episcopologio
- Joseph Mikararanga Busimba † (1 de marzo de 1960-7 de septiembre de 1974 falleció)
- Faustin Ngabu (7 de septiembre de 1974 por sucesión-18 de marzo de 2010 retirado)
- Théophile Kaboy Ruboneka (18 de marzo de 2010 por sucesión-23 de abril de 2019 retirado)
- Willy Ngumbi Ngengele, M.Afr., desde el 23 de abril de 2019